# Bolitoglossa tica
Bolitoglossa tica is een salamander uit de familie longloze salamanders (Plethodontidae). De soort werd voor het eerst wetenschappelijk beschreven door Mario García-París, Gabriela Parra-Olea en David Burton Wake in 2008.

## Uiterlijke kenmerken
Bolitoglossa tica heeft een maximale lichaamslengte van circa 60 millimeter met een gemiddelde van 45 mm bij mannelijke salamanders en 47 mm bij vrouwelijke dieren. Het is een slank gebouwde salamander.

## Verspreiding en habitat
De salamander komt voor in delen van Midden-Amerika en leeft endemisch in Costa Rica.
Bolitoglossa tica komt voor in bergbossen en nevelwouden. Er zijn twee subpopulaties: het uiterste noorden van de Cordillera de Talamanca  in de provincie Cartago, waar de soort tussen de 2200 en 2500 meter hoogte boven zeeniveau voorkomt, en het gebied van Cerros de Escazú in de provincie San José, waar Bolitoglossa tica vanaf 1745 meter hoogte leeft. Deze salamander leeft deels in de bomen en houdt zich met name op in bromelia’s en varens. Daarnaast leeft Bolitoglossa tica ook in de strooisellaag en rondom gevallen bomen.